# Gouvernement Boluarte III
Pour les articles homonymes, voir Gouvernement Boluarte.
Boluarte II 
Le gouvernement Boluarte III est le gouvernement du Pérou depuis le 6 mars 2024.

## Historique

### Formation
Le 5 mars 2024, le président du Conseil des ministres Alberto Otárola annonce sa démission, soupçonné de trafic d'influence après la révélation d'enregistrements audios dans la presse.
Le 6 mars, Gustavo Adrianzén lui succède. Outre le remplacement du président du Conseil, aucun remaniement n'est opéré.

### Vote de confiance
Le gouvernement est remanié le 1er avril avec le remplacement de six ministres, dont le ministre de l'Intérieur. Il obtient la confiance du Congrès le 3 avril avec 70 voix pour, 39 contre et 17 abstentions,.
| Président du Conseil des ministres                                                                                | Gouvernement                           | Date du vote |    |    |   |   | AP |   | PB | BMCN |   |   |   | NI | Total |
| --- | -------------------------------------- | ------------ | -- | -- | - | - | -- | - | -- | ---- | - | - | - | -- | ----- |
| Gustavo Adrianzén                                                                                                 | 3 avril 2024 Majorité requise : simple | Oui          |    | 22 | 3 | 9 | 4  | 9 | 1  | 6    | 9 | 4 | 3 | 9  | 70    |
| Gustavo Adrianzén                                                                                                 | 3 avril 2024 Majorité requise : simple | Non          | 11 |    | 2 | 1 |    |   | 3  | 2    |   |   |   | 6  | 39    |
| Gustavo Adrianzén                                                                                                 | 3 avril 2024 Majorité requise : simple | Abstention   |    |    | 3 |   | 4  |   | 1  | 1    |   |   | 7 | 1  | 17    |
| Notes : - Le président du Congrès, Alejandro Soto Reyes (es), ne prend pas part au vote. - 3 députés sont absents |                                        |              |    |    |   |   |    |   |    |      |   |   |   |    |       |

## Composition

### Initiale (6 mars 2024)
Les nouveaux ministres sont indiqués en gras et ceux ayant changé d'attribution en italique.
| Image                 | Fonction                                                        | Nom | Nom                         | Parti                |
| --------------------- | --------------------------------------------------------------- | --- | --------------------------- | -------------------- |
|                       | Présidente de la République                                     |     | Dina Boluarte               | Indép.               |
| Conseil des ministres |                                                                 |     |                             |                      |
|                       | Président du Conseil des ministres                              |     | Gustavo Adrianzén           | Indép.               |
|                       | Ministre des Affaires étrangères                                |     | Javier González-Olaechea    | Indép.               |
|                       | Ministre de la Défense                                          |     | Walter Astudillo            | Indép.               |
|                       | Ministre de l'Économie et des Finances                          |     | José Arista Arbildo         | Indép.               |
|                       | Ministre de l'Intérieur                                         |     | Víctor Torres Falcón        | Indép.               |
|                       | Ministre de la Justice et des Droits de l'homme                 |     | Eduardo Arana Ysa           | DVD                  |
|                       | Ministre de l’Éducation                                         |     | Óscar Becerra               | Indép.               |
|                       | Ministre de la Santé                                            |     | César Vásquez Sánchez       | APP                  |
|                       | Ministre du Développement agraire et de l'Irrigation            |     | Jennifer Contreras Álvarez  | Indép.               |
|                       | Ministre du Travail et de la Promotion de l'emploi              |     | Daniel Maurate              | Indép.               |
|                       | Ministre de la Production                                       |     | Ana María Choquehuanca      | Indép.               |
|                       | Ministre du Commerce extérieur et du Tourisme                   |     | Juan Carlos Mathews Salazar | Indép.               |
|                       | Ministre de l'Énergie et des Mines                              |     | Rómulo Mucho Mamani         | Indép.               |
|                       | Ministre des Transports et des Communications                   |     | Raúl Pérez-Reyes            | Indép.               |
|                       | Ministre du Logement, de la Construction et de l'Assainissement |     | Hania Pérez de Cuéllar      | Indép.               |
|                       | Ministre de la Femme et des Populations vulnérables             |     | Nancy Tolentino Gamarra     | Indép.               |
|                       | Ministre de l'Environnement                                     |     | Juan Castro Vargas          | Indép.               |
|                       | Ministre de la Culture                                          |     | Leslie Urteaga              | Indép.               |
|                       | Ministre du Développement et de l'Inclusion sociale             |     | Julio Demartini             | Chim Pum Callao (es) |

### Remaniement du1eravril 2024
Les nouveaux ministres sont indiqués en gras et ceux ayant changé d'attribution en italique.
| Image                 | Fonction                                                        | Nom | Nom                                       | Parti                |
| --------------------- | --------------------------------------------------------------- | --- | ----------------------------------------- | -------------------- |
|                       | Présidente de la République                                     |     | Dina Boluarte                             | Indép.               |
| Conseil des ministres |                                                                 |     |                                           |                      |
|                       | Président du Conseil des ministres                              |     | Gustavo Adrianzén                         | Indép.               |
|                       | Ministre des Affaires étrangères                                |     | Javier González-Olaechea                  | Indép.               |
|                       | Ministre de la Défense                                          |     | Walter Astudillo                          | Indép.               |
|                       | Ministre de l'Économie et des Finances                          |     | José Arista Arbildo                       | Indép.               |
|                       | Ministre de l'Intérieur                                         |     | Walter Ortiz Acosta (jusqu'au 16/05/2024) | Indép.               |
|                       | Ministre de l'Intérieur                                         |     | Juan Santiváñez Antúnez                   | Indép.               |
|                       | Ministre de la Justice et des Droits de l'homme                 |     | Eduardo Arana Ysa                         | DVD                  |
|                       | Ministre de l’Éducation                                         |     | Morgan Quero Gaime                        | Indép.               |
|                       | Ministre de la Santé                                            |     | César Vásquez Sánchez                     | APP                  |
|                       | Ministre du Développement agraire et de l'Irrigation            |     | Ángel Manero Campos                       | Indép.               |
|                       | Ministre du Travail et de la Promotion de l'emploi              |     | Daniel Maurate                            | Indép.               |
|                       | Ministre de la Production                                       |     | Sergio González Guerrero                  | Indép.               |
|                       | Ministre du Commerce extérieur et du Tourisme                   |     | Elizabeth Galdo Marín                     | Indép.               |
|                       | Ministre de l'Énergie et des Mines                              |     | Rómulo Mucho Mamani                       | Indép.               |
|                       | Ministre des Transports et des Communications                   |     | Raúl Pérez-Reyes                          | Indép.               |
|                       | Ministre du Logement, de la Construction et de l'Assainissement |     | Hania Pérez de Cuéllar                    | Indép.               |
|                       | Ministre de la Femme et des Populations vulnérables             |     | Ángela Hernández Cajo                     | Indép.               |
|                       | Ministre de l'Environnement                                     |     | Juan Castro Vargas                        | Indép.               |
|                       | Ministre de la Culture                                          |     | Leslie Urteaga                            | Indép.               |
|                       | Ministre du Développement et de l'Inclusion sociale             |     | Julio Demartini                           | Chim Pum Callao (es) |

### Remaniement du 3 septembre 2024
Les nouveaux ministres sont indiqués en gras et ceux ayant changé d'attribution en italique.
| Image                 | Fonction                                                        | Nom | Nom                        | Parti                |
| --------------------- | --------------------------------------------------------------- | --- | -------------------------- | -------------------- |
|                       | Présidente de la République                                     |     | Dina Boluarte              | Indép.               |
| Conseil des ministres |                                                                 |     |                            |                      |
|                       | Président du Conseil des ministres                              |     | Gustavo Adrianzén          | Indép.               |
|                       | Ministre des Affaires étrangères                                |     | Elmer Schialer Salcedo     | Indép.               |
|                       | Ministre de la Défense                                          |     | Walter Astudillo           | Indép.               |
|                       | Ministre de l'Économie et des Finances                          |     | José Arista Arbildo        | Indép.               |
|                       | Ministre de l'Intérieur                                         |     | Juan Santiváñez Antúnez    | Indép.               |
|                       | Ministre de la Justice et des Droits de l'homme                 |     | Eduardo Arana Ysa          | DVD                  |
|                       | Ministre de l’Éducation                                         |     | Morgan Quero Gaime         | Indép.               |
|                       | Ministre de la Santé                                            |     | César Vásquez Sánchez      | APP                  |
|                       | Ministre du Développement agraire et de l'Irrigation            |     | Ángel Manero Campos        | Indép.               |
|                       | Ministre du Travail et de la Promotion de l'emploi              |     | Daniel Maurate             | Indép.               |
|                       | Ministre de la Production                                       |     | Sergio González Guerrero   | Indép.               |
|                       | Ministre du Commerce extérieur et du Tourisme                   |     | Úrsula Desilú León Chempén | Indép.               |
|                       | Ministre de l'Énergie et des Mines                              |     | Rómulo Mucho Mamani        | Indép.               |
|                       | Ministre des Transports et des Communications                   |     | Raúl Pérez-Reyes           | Indép.               |
|                       | Ministre du Logement, de la Construction et de l'Assainissement |     | Durich Whittembury Talledo | Indép.               |
|                       | Ministre de la Femme et des Populations vulnérables             |     | Ángela Hernández Cajo      | Indép.               |
|                       | Ministre de l'Environnement                                     |     | Juan Castro Vargas         | Indép.               |
|                       | Ministre de la Culture                                          |     | Fabricio Valencia Gibaja   | Indép.               |
|                       | Ministre du Développement et de l'Inclusion sociale             |     | Julio Demartini            | Chim Pum Callao (es) |

### Remaniement du 31 janvier 2025
Les nouveaux ministres sont indiqués en gras et ceux ayant changé d'attribution en italique.
| Image                 | Fonction                                                        | Nom | Nom                                           | Parti  |
| --------------------- | --------------------------------------------------------------- | --- | --------------------------------------------- | ------ |
|                       | Présidente de la République                                     |     | Dina Boluarte                                 | Indép. |
| Conseil des ministres |                                                                 |     |                                               |        |
|                       | Président du Conseil des ministres                              |     | Gustavo Adrianzén                             | Indép. |
|                       | Ministre des Affaires étrangères                                |     | Elmer Schialer Salcedo                        | Indép. |
|                       | Ministre de la Défense                                          |     | Walter Astudillo                              | Indép. |
|                       | Ministre de l'Économie et des Finances                          |     | José Salardi                                  | Indép. |
|                       | Ministre de l'Intérieur                                         |     | Juan Santiváñez Antúnez (jusqu'au 24/03/2025) | Indép. |
|                       | Ministre de l'Intérieur                                         |     | Julio Díaz Zulueta                            | Indép. |
|                       | Ministre de la Justice et des Droits de l'homme                 |     | Eduardo Arana Ysa                             | DVD    |
|                       | Ministre de l’Éducation                                         |     | Morgan Quero Gaime                            | Indép. |
|                       | Ministre de la Santé                                            |     | César Vásquez Sánchez                         | APP    |
|                       | Ministre du Développement agraire et de l'Irrigation            |     | Ángel Manero Campos                           | Indép. |
|                       | Ministre du Travail et de la Promotion de l'emploi              |     | Daniel Maurate                                | Indép. |
|                       | Ministre de la Production                                       |     | Sergio González Guerrero                      | Indép. |
|                       | Ministre du Commerce extérieur et du Tourisme                   |     | Úrsula Desilú León Chempén                    | Indép. |
|                       | Ministre de l'Énergie et des Mines                              |     | Rómulo Mucho Mamani                           | Indép. |
|                       | Ministre des Transports et des Communications                   |     | Raúl Pérez-Reyes                              | Indép. |
|                       | Ministre du Logement, de la Construction et de l'Assainissement |     | Durich Whittembury Talledo                    | Indép. |
|                       | Ministre de la Femme et des Populations vulnérables             |     | Fanny Montellanos Carbajal                    | Indép. |
|                       | Ministre de l'Environnement                                     |     | Juan Castro Vargas                            | Indép. |
|                       | Ministre de la Culture                                          |     | Fabricio Valencia Gibaja                      | Indép. |
|                       | Ministre du Développement et de l'Inclusion sociale             |     | Leslie Urteaga Peña                           | Indép. |

### Remaniement du 13 mai 2025
Les nouveaux ministres sont indiqués en gras et ceux ayant changé d'attribution en italique.
| Image                 | Fonction                                                        | Nom | Nom                        | Parti  |
| --------------------- | --------------------------------------------------------------- | --- | -------------------------- | ------ |
|                       | Présidente de la République                                     |     | Dina Boluarte              | Indép. |
| Conseil des ministres |                                                                 |     |                            |        |
|                       | Président du Conseil des ministres                              |     | Gustavo Adrianzén          | Indép. |
|                       | Ministre des Affaires étrangères                                |     | Elmer Schialer Salcedo     | Indép. |
|                       | Ministre de la Défense                                          |     | Walter Astudillo           | Indép. |
|                       | Ministre de l'Économie et des Finances                          |     | Raúl Pérez-Reyes           | Indép. |
|                       | Ministre de l'Intérieur                                         |     | Carlos Malaver             | Indép. |
|                       | Ministre de la Justice et des Droits de l'homme                 |     | Eduardo Arana Ysa          | DVD    |
|                       | Ministre de l’Éducation                                         |     | Morgan Quero Gaime         | Indép. |
|                       | Ministre de la Santé                                            |     | César Vásquez Sánchez      | APP    |
|                       | Ministre du Développement agraire et de l'Irrigation            |     | Ángel Manero Campos        | Indép. |
|                       | Ministre du Travail et de la Promotion de l'emploi              |     | Daniel Maurate             | Indép. |
|                       | Ministre de la Production                                       |     | Sergio González Guerrero   | Indép. |
|                       | Ministre du Commerce extérieur et du Tourisme                   |     | Úrsula Desilú León Chempén | Indép. |
|                       | Ministre de l'Énergie et des Mines                              |     | Rómulo Mucho Mamani        | Indép. |
|                       | Ministre des Transports et des Communications                   |     | César Sandoval             | Indép. |
|                       | Ministre du Logement, de la Construction et de l'Assainissement |     | Durich Whittembury Talledo | Indép. |
|                       | Ministre de la Femme et des Populations vulnérables             |     | Fanny Montellanos Carbajal | Indép. |
|                       | Ministre de l'Environnement                                     |     | Juan Castro Vargas         | Indép. |
|                       | Ministre de la Culture                                          |     | Fabricio Valencia Gibaja   | Indép. |
|                       | Ministre du Développement et de l'Inclusion sociale             |     | Leslie Urteaga Peña        | Indép. |